# Theater m.b.H.
Das Theater m.b.H. war eine Theatergruppe in Wien.

## Geschichte
Die Gruppe wurde im Jahre 1983 von der Schauspielerin und Regisseurin Johanna Tomek und dem Bühnen- und Kostümbildner Werner Schönolt gegründet, bespielte ein Theater in Wien-Neubau und zählte zu den renommiertesten Häusern der freien Wiener Theaterszene. Bekannt wurde sie unter anderem mit Stücken zu Süd-Osteuropa, die durch den Ausbruch der Kriege im ehemaligen Jugoslawien im ausklingenden 20. Jahrhundert aktuelle Ereignisse thematisierten. Insgesamt wurden damals neun Stücke aus Mazedonien, Kroatien, Serbien und Bosnien aufgeführt.
Im Rahmen eines im Jahre 2002 veranstalteten Stücke-Wettbewerbes war die Theatergruppe bemüht, die Konflikte zwischen den verschiedenen Ethnien im ehemaligen Jugoslawien transparent zu machen. Den Menschen und Theaterschaffenden aus diesen Ländern sollte dadurch die Möglichkeit geboten werden, sich selber durch das Schreiben auszudrücken. Geringe mediale Unterstützung führte dazu, dass dem Projekt der erwartete Erfolg versagt blieb. Andere akute Krisen der folgenden Jahre führten dazu, dass die Probleme in Süd-Osteuropa aus den Medien verschwanden und das Interesse für Literatur, Theater und Film aus dieser Region für das Publikum in Österreich an Bedeutung verlor.
Subventionskürzungen im Zuge der Wiener Theaterreform führten zur Auflösung der Theatergruppe. Die letzte Vorstellung fand am 10. Juni 2005 mit einer Aufführung von „Christ's Dog“ des englischen Lyrikers und Dramatikers Howard Barker statt.